# Носедаль Ромео, Рамон
Рамон Носедаль Ромео (исп. Ramón Nocedal y Romea, 31 декабря 1842, Мадрид — 1 апреля 1907, Мадрид) — испанский журналист, защитник католицизма, традиционалистский и интегральный политический деятель. Деректор газеты El Siglo Futuro и основатель НКП.

## Биография
Рамон Носедаль, родился и вырос в семье министра и актрисы, в . Учился на юридическом факультете Мадридского Центрального университета, где прославился своей бескомпромиссной религиозной позицией. В 1865 году написал петицию против Эмилио Кастелар и его сторонников, обвиняя их в ереси.
Сотрудничал с отцом в политике и журналистике, а также писал пьесы. В 1871 году стал депутатом от Карлистов, активно выступал в защиту католической церкви, критиковал идею Интернационала и Амадея I. Его речи неоднократно провоцировали общественные волнения в религиозном испанском обществе. Одна из его речей вызвала «Мятеж фонарей» в Мадриде, а другая почти привела к его исключению из Конгресса.
В 1875 году, после реставрации Альфонсо XII, он с отцом основал газету El Siglo Futuro. После смерти отца в 1885 году Носедаль стал более непримиримым, отошел от карлистов и в 1888 году основал НКП, которая получила поддержку значительной части карлистов.
Носедаль в своей газете El Siglo Futuro отстаивал непримиримые католические позиции, боролся с либерализмом, христианскими демократами, и с Карлистами, которые, в большинстве своем, не поддержали сепарирование интегралистов от Традиционалистского общества.
В период Реставрации Носедаль был депутатом нескольких собраний и активно защищал католицизм, его называли «прокурором в кортесах». Он утверждал, что формы правления должны прежде всего уважать закон Божий. В 1906 году, в ответ на антиклерикальный закон, он примирился с карлистами и фундаменталистами, хотя их объединение потребовало еще двух десятилетий.
После смерти Пия X, Носедаль глубоко переживал предательство тех, кто когда-то поддерживал борьбу против либерализма, что привело к его депрессии. Его работы были собраны в девяти томах и изданы после его смерти. Носедаль умер 1 апреля 1907 года и был похоронен в Сан-Хусто.